# Tobias Bayer
Tobias Bayer (* 17. November 1999 in Ried im Innkreis) ist ein österreichischer Radrennfahrer.

## Sportliche Laufbahn
Tobias Bayer begann 2015 mit dem Radsport. Eines seiner ersten Rennen war damals das Race Around Austria in der Teamchallenge. Im Jahr 2017 gewann Bayer die österreichischen Juniorentitel im Cyclocross und Einzelzeitfahren. Bayers Vater fuhr früher ebenfalls Radrennen und war 1990 Teilnehmer an der ersten Mountainbikeweltmeisterschaft in Colorado.
Im Erwachsenenbereich 2018 wurde Bayer vom Tirol Cycling Team verpflichtet. Mit diesem UCI Continental Team startete er bei der Weltmeisterschaft in Innsbruck im Mannschaftszeitfahren und belegte Rang 17, wodurch er die ersten Punkte in der UCI-Weltrangliste errang. Im Jahr 2019 wurde er U23-Staatsmeister im Straßenrennen. 2020 wurde er U23-Staatsmeister im Einzelzeitfahren. Außerdem wurde er Etappendritter der dritten Etappe des Giro Ciclistico d’Italia, wodurch er kurzzeitiɡ die Führung in der Bergwertung der Rundfahrt übernahm.
Bayer war bis 2021 aktiver Sportler des Heeressportzentrums des Österreichischen Bundesheers. Als Heeressportler trug er 2020 den Dienstgrad Gefreiter.
Zur Saison 2021 wechselte Bayer zum belgischen UCI ProTeam Alpecin-Fenix und wurde österreichischer U23-Meister im Straßenrennen und Einzelzeitfahren. Er bestritt mit der Vuelta a España seine erste Grand Tour, bei der er Teil des Sprintzugs des zweifachen Etappensiegers Jasper Philipsen war. Beim Halbklassiker Brussels Cycling Classic 2022 wurde er im Sprint einer Ausreißergruppe Dritter.
Bayer verlängerte im September 2024 seinen Vertrag bei Alpecin-Deceuninck bis Ende 2026.

## Erfolge
2017
- Österreichischer Junioren-Meister – Cyclocross
- Österreichischer Junioren-Meister – Einzelzeitfahren

2018
- Gesamtwertung U23-Bundesliga Österreich

2019
- Österreichischer Staatsmeister (U23) – Straßenrennen

2020
- Österreichischer Staatsmeister (U23) – Einzelzeitfahren

2021
- Österreichischer Staatsmeister (U23) – Einzelzeitfahren
- Österreichischer Staatsmeister (U23) – Straßenrennen

## Grand Tours-Platzierungen
| Grand Tour            | 2021 | 2022 | 2023 | 2024 |
| --------------------- | ---- | ---- | ---- | ---- |
| Giro d’ItaliaGiro     | –    | 100  | –    | 96   |
| Tour de FranceTour    | –    | –    | –    | –    |
| Vuelta a EspañaVuelta | DNF  | –    | 141  | –    |